# Lyconus
Lyconus is een geslacht van straalvinnige vissen uit de familie van heken (Merlucciidae). Het geslacht is voor het eerst wetenschappelijk beschreven in 1887 door Günther.

## Soorten
- Lyconus brachycolus Holt & Byrne, 1906
- Lyconus pinnatus Günther, 1887